# Memphis Belle (película)
Memphis Belle es una película protagonizada por Matthew Modine y dirigida por Michael Caton-Jones, estrenada en 1990. 
Durante el rodaje de la película se produjo un accidente con un B-17G francés. 

## Sinopsis
En el mes de mayo de 1943, durante la  Segunda Guerra Mundial, la tripulación del bombardero B-17 Memphis Belle  se apresta para su vigésimo quinta y última misión. Sin embargo, opuesto a la fácil tarea que se esperaba, la asignación consiste en bombardear la ciudad de Bremen, Alemania, la cual se encuentra muy protegida con fuego antiaéreo y escuadrones de cazabombarderos enemigos. El experimentado capitán Dennis Dearborn (Modine) está al mando de la nave, y debe afrontar el peligroso retorno a la base aérea ubicada en Inglaterra.

## Producción
Catherine Wyler fue una de las productoras del filme, el cual está basado en uno de los documentales de guerra (Memphis Belle: A Story of a Flying Fortress de 1943) de su padre, el afamado director de cine William Wyler.